# 切石站
切石站（日语：／ Kiriishi eki */?）是位於長野縣飯田市，屬於東海旅客鐵道（JR東海）的飯田線車站。

## 歷史
- 1926年（大正15年）12月17日 - 伊那電氣鐵道（日语：伊那電気鉄道）伊那八幡站至飯田站之間開通，此站啟用（切石停留場）[1]。為旅客車站。
- 1943年（昭和18年）8月1日 - 伊那電氣鐵道線被國有化，成為飯田線的一部分。同時升級至車站，名為切石站。
  - 當時，此站只可來往東海道本線濱松至名古屋之間各站，飯田線各站和中央本線上諏訪至鹽尻之間各站和松本站的乘客使用。
- 1954年（昭和29年）12月1日 - 東京都區內各站和長野站的乘客也可使用此站。
- 1971年（昭和46年）2月1日 - 廢除旅客車站的限制。同時成為無人車站。
- 1987年（昭和62年）4月1日 - 伴隨國鐵分割民營化，車站由東海旅客鐵道（JR東海）營運。

## 車站構造
本站是地面車站，設有1面1線單式月台。本站坐落於急彎上，彎位半徑160米，月台則位於彎位外側。列車停站時月台與車廂之間有空隙，特別是車輛中央附近的車門空隙較大。此站是由飯田站管理的無人車站，站內沒有設置站房，僅在月台上設置候車室。

## 使用狀況
根據「飯田市統計書」，以下為1日平均乘車人次列表：
| 年度 | 1日平均 乘車人次 |
| ---- | ---------------- |
| 2003 | 240              |
| 2004 | 222              |
| 2005 | 214              |
| 2006 | 219              |
| 2007 | 229              |
| 2008 | 212              |
| 2009 | 200              |
| 2010 | 169              |
| 2011 | 182              |
| 2012 | 173              |
| 2013 | 144              |
| 2014 | 133              |
| 2015 | 132              |
| 2016 | 120              |
| 2017 | 116              |

## 車站周邊
- 喜久水酒造（日语：喜久水酒造 (長野県)）翠嶂館
- 松川
- 國道256號（日语：国道256号）
- 切石巴士站
- 中央自動車道飯田交匯處（日语：飯田インターチェンジ）

## 相鄰車站
東海旅客鐵道（JR東海）
 飯田線
鼎－切石－飯田

## 注腳
1. 1 2 3 4 5 6 7 8 9 10 11 12  信濃毎日新聞社出版部. . 信濃毎日新聞社. 2011-07-24: 214. ISBN 9784784071647.